# Atlas-Agena

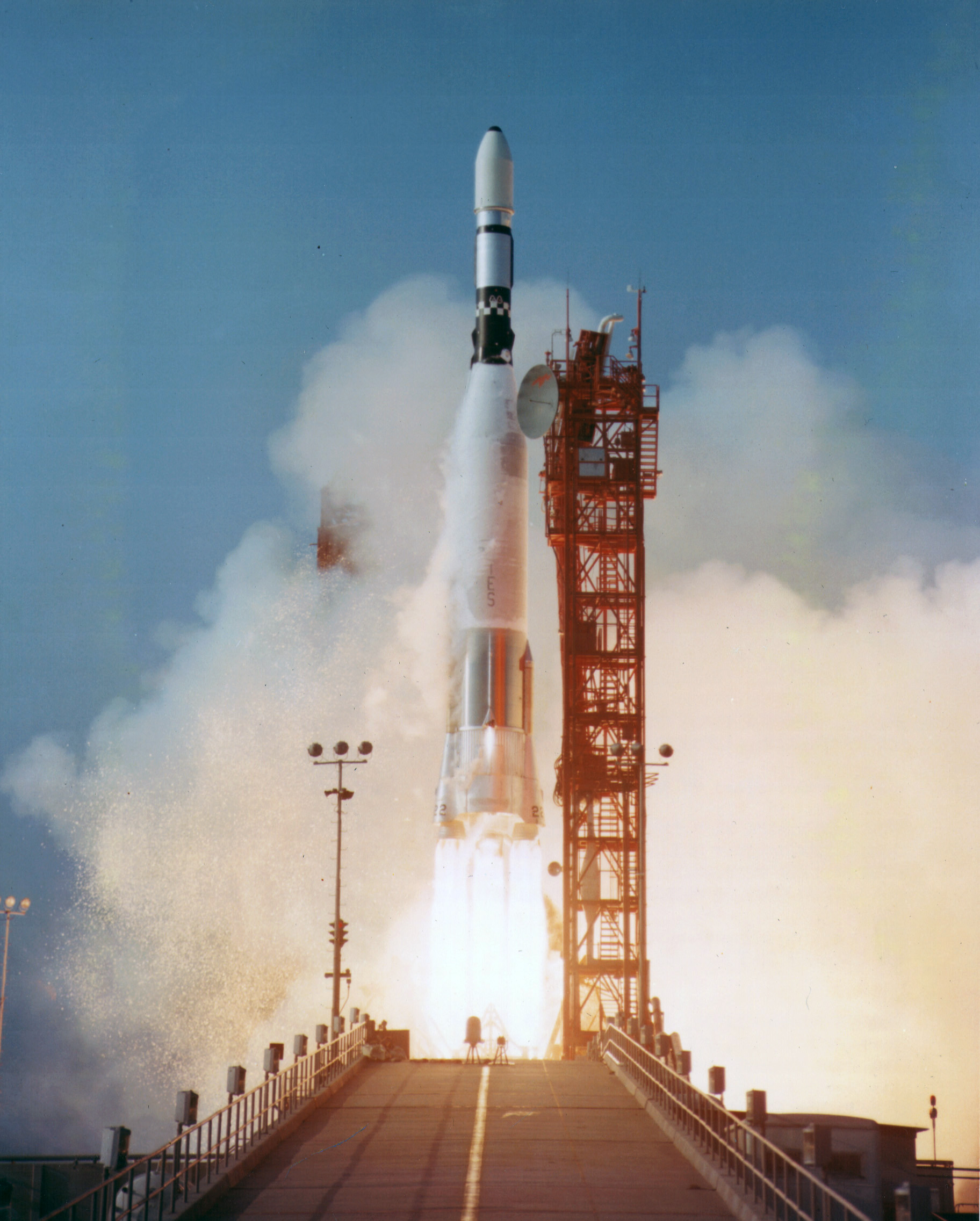
Um Atlas-Agena.

O Atlas-Agena, foi uma série de veículos de lançamento descartáveis de origem estadunidense.

## Características
Originalmente projetado e construído pela Divisão Convair da General Dynamics em San Diego, na Califórnia.
Os Atlas-Agena foram uma combinação de foguetes Atlas com diferentes versões do foguete Agena como segundo foguete, aumentando a carga útil que poderia ser posta em órbita. Nos Atlas-Agena empregaram todas as versões que houve de foguetes Agena.
Ele fazia parte da família Atlas de foguetes e foi criado a partir do míssil SM-65 Atlas.

## Histórico de lançamentos
O Atlas-Agena, foi  usado em 119 lançamentos orbitais entre 1960 e 1978, com as variantes "A", "B" e "D".

### Atlas-Agena A
| Voo | Data                    | Plataforma de lançamento | Carga   | Resultado | Notas                                                                                      |
| --- | ----------------------- | ------------------------ | ------- | --------- | ------------------------------------------------------------------------------------------ |
| 29D | 26 de fevereiro de 1960 | Cabo Canaveral LC-14     | Midas 1 | Falha     | O segundo estágio não se separou do primeiro, impedindo a colocação em órbita do satélite. |
| 45D | 24 de maio de 1960      | Cabo Canaveral LC-14     | Midas 2 | Sucesso   |                                                                                            |
| 57D | 11 de outubro de 1960   | Vandenberg LC-1-1        | Samos 1 | Falha     | Falha do estágio Agena.                                                                    |
| 70D | 31 de janeiro de 1961   | Vandenberg LC-1-1        | Samos 2 | Sucesso   |                                                                                            |

### Atlas-Agena B
| Voo  | Data                    | Plataforma de lançamento | Carga                                 | Resultado       | Notas |
| ---- | ----------------------- | ------------------------ | ------------------------------------- | --------------- | --- |
| 97D  | 12 de julho de 1961     | Vandenberg LC-1-2        | Midas 3                               | Sucesso         | |
| 111D | 23 de agosto de 1961    | Cabo Canaveral LC-12     | Ranger 1                              | Sucesso parcial | Falha do segundo estágio. A sonda lunar ficou em órbita terrestre baixa, sendo possível testar apenas parcialmente os experimentos a bordo. |
| 106D | 9 de setembro de 1961   | Vandenberg LC-1-1        | Samos 3                               | Falha           | Explodiu na plataforma de lançamento. |
| 105D | 21 de outubro de 1961   | Vandenberg LC-1-1        | Midas 4 Westford 1                    | Sucesso         | |
| 117D | 18 de novembro de 1961  | Cabo Canaveral LC-12     | Ranger 2                              | Sucesso parcial | Falha do segundo estágio. A sonda lunar ficou em órbita terrestre baixa, sendo possível testar apenas parcialmente os experimentos a bordo. |
| 108D | 22 de novembro de 1961  | Vandenberg LC-1-1        | Samos 4                               | Falha           | Falha do segundo estágio. |
| 114D | 22 de dezembro de 1961  | Vandenberg LC-1-2        | Samos 5                               | Sucesso         | |
| 121D | 26 de janeiro de 1962   | Cabo Canaveral LC-12     | Ranger 3                              | Sucesso         | |
| 112D | 7 de março de 1962      | Vandenberg LC-1-2        | Samos 6                               | Sucesso         | |
| 110D | 9 de abril de 1962      | Vandenberg LC-1-2        | Midas 5 Westford Drag                 | Sucesso         | |
| 133D | 23 de abril de 1962     | Cabo Canaveral LC-12     | Ranger 4                              | Sucesso         | |
| 118D | 26 de abril de 1962     | Vandenberg LC-1-1        | Samos 7                               | Sucesso         | |
| 115D | 17 de junho de 1962     | Vandenberg LC-1-1        | Samos 8                               | Sucesso         | |
| 120D | 18 de julho de 1962     | Vandenberg LC-1-1        | Samos 9                               | Sucesso         | |
| 145D | 22 de julho de 1962     | Cabo Canaveral LC-12     | Mariner 1                             | Falha           | O foguete ficou fora de controle e foi destruído remotamente por segurança.                                                                 |
| 124D | 5 de agosto de 1962     | Vandenberg LC-1-1        | Samos 10                              | Sucesso         | |
| 179D | 27 de agosto de 1962    | Cabo Canaveral LC-12     | Mariner 2                             | Sucesso         | |
| 215D | 18 de outubro de 1962   | Cabo Canaveral LC-12     | Ranger 5                              | Sucesso         | |
| 128D | 11 de novembro de 1962  | Vandenberg LC-1-1        | Samos 11 ERS 1                        | Sucesso         | |
| 131D | 17 de dezembro de 1962  | Vandenberg LC-1-2        | Midas 6 ERS 3 ERS 4                   | Falha           | Falha do segundo estágio. |
| 119D | 9 de maio de 1963       | Vandenberg LC-1-2        | Midas 7 Dash 1 TRS 2 TRS 3 Westford 2 | Sucesso         | |
| 139D | 12 de junho de 1963     | Vandenberg LC-1-2        | Midas 8 ERS 7 ERS 8                   | Falha           | Falha do estágio superior. |
| 75D  | 19 de julho de 1963     | Vandenberg LC-1-2        | Midas 9 Dash 2 TRS 4 ERS 10           | Sucesso         | |
| 199D | 30 de janeiro de 1964   | Cabo Canaveral LC-12     | Ranger 6                              | Sucesso         | |
| 250D | 28 de julho de 1964     | Cabo Canaveral LC-12     | Ranger 7                              | Sucesso         | |
| 195D | 5 de setembro de 1964   | Cabo Canaveral LC-12     | OGO 1                                 | Sucesso         | |
| 196D | 17 de fevereiro de 1965 | Cabo Canaveral LC-12     | Ranger 8                              | Sucesso         | |
| 204D | 21 de março de 1965     | Cabo Canaveral LC-12     | Ranger 9                              | Sucesso         | |
| 5601 | 7 de junho de 1966      | Cabo Canaveral LC-12     | OGO 3                                 | Sucesso         | |

### Atlas-Agena D
| Voo           | Data                    | Plataforma de lançamento | Carga                           | Resultado       | Notas                                            |
| ------------- | ----------------------- | ------------------------ | ------------------------------- | --------------- | ------------------------------------------------ |
| 201D          | 12 de julho de 1963     | Vandenberg LC-2-3        | KH-7 1                          | Sucesso         |                                                  |
| 212D          | 6 de setembro de 1963   | Vandenberg LC-2-3        | KH-7 2                          | Sucesso         |                                                  |
| 197D          | 17 de outubro de 1963   | Cabo Canaveral LC-13     | Vela 1 Vela 2 TRS 5             | Sucesso         |                                                  |
| 224D          | 25 de outubro de 1963   | Vandenberg LC-2-3        | KH-7 3                          | Sucesso         |                                                  |
| 227D          | 18 de dezembro de 1963  | Vandenberg LC-2-3        | KH-7 4                          | Sucesso         |                                                  |
| 285D          | 25 de fevereiro de 1964 | Vandenberg LC-2-3        | KH-7 5                          | Sucesso         |                                                  |
| 296D          | 11 de março de 1964     | Vandenberg LC-2-3        | KH-7 6                          | Sucesso         |                                                  |
| 351D          | 23 de abril de 1964     | Vandenberg LC-2-3        | KH-7 7                          | Sucesso         |                                                  |
| 350D          | 19 de maio de 1964      | Vandenberg LC-2-3        | KH-7 8                          | Sucesso         |                                                  |
| 352D          | 6 de julho de 1964      | Vandenberg LC-2-3        | KH-7 9 SSF-A 3                  | Sucesso         |                                                  |
| 216D          | 17 de julho de 1964     | Cabo Canaveral LC-13     | Vela 3 Vela 4 ERS 13            | Sucesso         |                                                  |
| 7101D         | 14 de agosto de 1964    | Vandenberg PALC-2-4      | KH-7 10 Hitchhiker 2            | Sucesso         |                                                  |
| 7102          | 3 de setembro de 1964   | Vandenberg PALC-2-4      | KH-7 11                         | Sucesso         |                                                  |
| 7103          | 8 de outubro de 1964    | Vandenberg PALC-2-4      | KH-7 12                         | Falha           | Falha                                            |
| 353D          | 23 de outubro de 1964   | Vandenberg LC-2-3        | KH-7 13 SSF-A 4                 | Sucesso         |                                                  |
| 289D          | 5 de novembro de 1964   | Cabo Canaveral LC-13     | Mariner 3                       | Falha           | A coifa não se desprendeu, inutilizando a sonda. |
| 288D          | 28 de novembro de 1964  | Cabo Canaveral LC-13     | Mariner 4                       | Sucesso         |                                                  |
| 7105          | 4 de dezembro de 1964   | Vandenberg PALC-2-4      | KH-7 14                         | Sucesso         |                                                  |
| 7106          | 23 de janeiro de 1964   | Vandenberg PALC-2-3      | KH-7 15                         | Sucesso         |                                                  |
| 7104          | 12 de março de 1965     | Vandenberg PALC-2-3      | KH-7 16                         | Sucesso         |                                                  |
| 7401          | 3 de abril de 1965      | Vandenberg PALC-2-4      | Snapshot EGRS 4                 | Sucesso         |                                                  |
| 7107          | 28 de abril de 1965     | Vandenberg PALC-2-4      | KH-7 17 SSF-B 1                 | Sucesso         |                                                  |
| 7108          | 27 de maio de 1965      | Vandenberg PALC-2-4      | KH-7 18                         | Sucesso         |                                                  |
| 7109          | 25 de junho de 1965     | Vandenberg PALC-2-4      | KH-7 19 SSF-B 2                 | Sucesso         |                                                  |
| 7112          | 12 de julho de 1965     | Vandenberg PALC-2-4      | KH-7 20                         | Falha           | Falha                                            |
| 225D          | 20 de julho de 1965     | Cabo Canaveral LC-13     | Vela 5 Vela 6 ORS 3             | Sucesso         |                                                  |
| 7111          | 3 de agosto de 1965     | Vandenberg PALC-2-4      | KH-7 21 SSF-B 3                 | Sucesso         |                                                  |
| 7110          | 30 de setembro de 1965  | Vandenberg PALC-2-4      | KH-7 22                         | Sucesso         |                                                  |
| 5301          | 25 de outubro de 1965   | Cabo Canaveral LC-14     | GATV 6                          | Falha           | Falha                                            |
| 7113          | 8 de novembro de 1965   | Vandenberg PALC-2-4      | KH-7 23 OPS 6232                | Sucesso         |                                                  |
| 7114          | 19 de janeiro de 1966   | Vandenberg PALC-2-4      | KH-7 24 OPS 3179                | Sucesso         |                                                  |
| 7115          | 15 de fevereiro de 1966 | Vandenberg PALC-2-4      | KH-7 25 Bluebell 2C Bluebell 2S | Sucesso         |                                                  |
| 5302          | 16 de março de 1966     | Cabo Canaveral LC-14     | GATV 8                          | Sucesso         |                                                  |
| 7116          | 18 de março de 1966     | Vandenberg PALC-2-4      | KH-7 26 NRL-PL 137              | Sucesso         |                                                  |
| 5001          | 8 de abril de 1966      | Cabo Canaveral LC-12     | OAO 1                           | Sucesso         |                                                  |
| 7117          | 19 de abril de 1966     | Vandenberg PALC-2-4      | KH-7 27                         | Sucesso         |                                                  |
| 7118          | 14 de maio de 1966      | Vandenberg PALC-2-4      | KH-7 28 SSF-B 4                 | Sucesso         |                                                  |
| 5303          | 17 de maio de 1966      | Cabo Canaveral LC-14     | GATV 9                          | Falha           | Falha                                            |
| 7119          | 3 de junho de 1966      | Vandenberg PALC-2-4      | KH-7 29 OPS 1856                | Sucesso         |                                                  |
| 7201          | 9 de junho de 1966      | Vandenberg PALC-1-2      | RTS-1 1 EGRS 6 ORS 2            | Falha           | Falha                                            |
| 7120          | 12 de julho de 1966     | Vandenberg SLC-4E        | KH-7 30                         | Sucesso         |                                                  |
| 5305          | 18 de julho de 1966     | Cabo Canaveral LC-14     | GATV 10                         | Sucesso         |                                                  |
| 5801          | 10 de agosto de 1966    | Cabo Canaveral LC-13     | Lunar Orbiter 1                 | Sucesso         |                                                  |
| 7121          | 16 de agosto de 1966    | Vandenberg SLC-4E        | KH-7 31 SSF-B 5                 | Sucesso         |                                                  |
| 7202          | 19 de agosto de 1966    | Vandenberg SLC-3E        | RTS-1 2 EGRS 7 ORS 1            | Sucesso         |                                                  |
| 5306          | 12 de setembro de 1966  | Cabo Canaveral LC-14     | GATV 11                         | Sucesso         |                                                  |
| 7123          | 16 de setembro de 1966  | Vandenberg SLC-4E        | KH-7 32 SSF-B 6                 | Sucesso         |                                                  |
| 7203          | 5 de outubro de 1966    | Vandenberg SLC-3E        | RTS-1 3 EGRS 8                  | Sucesso         |                                                  |
| 7122          | 12 de outubro de 1966   | Vandenberg SLC-4E        | KH-7 33 SGLS 1                  | Sucesso         |                                                  |
| 7124          | 2 de novembro de 1966   | Vandenberg SLC-4E        | KH-7 34 OPS 5424                | Sucesso         |                                                  |
| 5802          | 6 de novembro de 1966   | Cabo Canaveral LC-13     | Lunar Orbiter 2                 | Sucesso         |                                                  |
| 5307          | 11 de novembro de 1966  | Cabo Canaveral LC-14     | GATV 12                         | Sucesso         |                                                  |
| 7125          | 5 de dezembro de 1966   | Vandenberg SLC-4E        | KH-7 35                         | Sucesso         |                                                  |
| 5101          | 7 de dezembro de 1966   | Cabo Canaveral LC-12     | ATS 1                           | Sucesso         |                                                  |
| 7126          | 2 de fevereiro de 1967  | Vandenberg SLC-4E        | KH-7 36                         | Sucesso         |                                                  |
| 5803          | 5 de fevereiro de 1967  | Cabo Canaveral LC-13     | Lunar Orbiter 3                 | Sucesso         |                                                  |
| 5102          | 6 de abril de 1967      | Cabo Canaveral LC-12     | ATS 2                           | Sucesso parcial |                                                  |
| 5804          | 4 de maio de 1967       | Cabo Canaveral LC-13     | Lunar Orbiter 4                 | Sucesso         |                                                  |
| 7127          | 22 de maio de 1967      | Vandenberg SLC-4E        | KH-7 37 LOGACS                  | Sucesso         |                                                  |
| 7128          | 4 de junho de 1967      | Vandenberg SLC-4E        | KH-7 38                         | Sucesso         |                                                  |
| 5401          | 14 de junho de 1967     | Cabo Canaveral LC-12     | Mariner 5                       | Sucesso         |                                                  |
| 5805          | 1 de agosto de 1967     | Cabo Canaveral LC-13     | Lunar Orbiter 5                 | Sucesso         |                                                  |
| 5103          | 5 de novembro de 1967   | Cabo Canaveral LC-12     | ATS 3                           | Sucesso         |                                                  |
| 5602A         | 4 de março de 1968      | Cabo Canaveral LC-13     | OGO 5                           | Sucesso         |                                                  |
| 5501A         | 6 de agosto de 1968     | Cabo Canaveral LC-13     | Canyon 1                        | Sucesso         |                                                  |
| 5502A         | 13 de abril de 1969     | Cabo Canaveral LC-13     | Canyon 2                        | Sucesso         |                                                  |
| 5201A         | 19 de junho de 1970     | Cabo Canaveral LC-13     | Rhyolite 1                      | Sucesso         |                                                  |
| 5203A         | 1 de setembro de 1970   | Cabo Canaveral LC-13     | Canyon 3                        | Sucesso         |                                                  |
| 5503A         | 4 de dezembro de 1971   | Cabo Canaveral LC-13     | Canyon 4                        | Falha           | Falha                                            |
| 5204A         | 220 de dezembro de 1972 | Cabo Canaveral LC-13     | Canyon 5                        | Sucesso         |                                                  |
| 5202A         | 6 de março de 1973      | Cabo Canaveral LC-13     | Rhyolite 2                      | Sucesso         |                                                  |
| 5506A         | 18 de junho de 1975     | Cabo Canaveral LC-13     | Canyon 6                        | Sucesso         |                                                  |
| 5507A         | 23 de maio de 1977      | Cabo Canaveral LC-13     | Canyon 7                        | Sucesso         |                                                  |
| 5504A         | 11 de dezembro de 1977  | Cabo Canaveral LC-13     | Rhyolite 3                      | Sucesso         |                                                  |
| 5505A         | 7 de abril de 1978      | Cabo Canaveral LC-13     | Rhyolite 4                      | Sucesso         |                                                  |
| 23F (Atlas F) | 27 de junho de 1978     | Vandenberg SLC-3W        | Seasat 1                        | Sucesso         | Último voo de um Atlas-Agena.                    |